# Ubrezs
Ubrezs (szlovákul: Úbrež) község Szlovákiában. a Kassai kerület Szobránci járásában.

## Fekvése
Szobránctól 8 km-re északnyugatra, a Széles-tótól keletre fekszik.

## Története
1337-ben „Jezenew seu Obres” néven említik először, amikor a nagymihályi nemesek egyik ága – felosztva a nagymihályi uradalom egy részét – Ubrezs területén is megosztozik. Első említése arra utal, hogy a település a korábbi jeszenői határ egy részén alakult ki, valószínűleg még a 13. században. A későbbiek során a település nevét „Erbes”, „Vbres”, „Wbres”, „Obrys”, „Obres”, „Ubres” alakban találjuk a korabeli forrásokban. Első házai feltehetően a Debra-domb alatt, a Rika-patak partján, a mai malom környékén fekvő fás helyen épültek. Nevét a szláv „U Briez” (= a nyírfák/nyíres) alakból származtatják. Később ez az első település egy vízmegosztási vita következményeként megszűnt. Lakói a Debra-dombon, a mai temető helyén építettek fatemplomot, melyet 1374-ben említenek először. A falu birtokosai a 15. század elejéig nagymihályi és tibai nemesek voltak, részben pedig a jeszenői uradalomhoz tartozott. Később szerdahelyi, szeretvai, deregnyői nemesek, valamint a Sós, Daróczi és Sztáray családok is szereztek itt birtokot. A Sztáray családnak itteni nagybirtokán két malma és kastélya is állt, mely egészen 1947-ig fennmaradt. A település vásárairól is híres volt, melyeket az I. világháborúig évente négyszer tartottak.
A 15. század elején lakói főként állattartással foglalkoztak. Az adóösszeírások szerint 1427-ben Ubrezs a nagyobb falvak közé számított 22 portával. Később a lakosság száma csökkent. 1567-ben 2 egész és 8 fél jobbágytelke volt, mely 6 adózó portának felelt meg. 1588-ban 5 és fél portával adózott. 11 jobbágy háztartásán kívül 8 zsellér háztartása, a bíró és a molnár háza, valamint 2 szabad, adót nem fizető háztartása létezett. Lakói ekkor többségben ruszin eredetűek voltak. Az 1598-as adóösszeírás szerint Ubrezs a környék településeinek igazgatási központja is volt és maradt a Szobránci járás megalakulásáig. 1599-ben 37 lakott jobbágyház állt a községben. A 17. században és a 18. század elején a kuruc háborúk és a járványok hatására a lakosság száma jelentősen visszaesett. 1715-ben 6 jobbágy, 1720-ban 9 jobbágy és egy zsellér háztartása volt. 1723-ban, 1726-ban és 1729-ben a rossz termés miatt éhínség pusztított, 1734-ben és 1735-ben pedig nagy árvíz volt, melyet szárazság követett. 1750-ben Sztáray gróf a temető alatt malmot építtetett, melynek tulajdonosa később a Horák család lett. Görögkatolikus plébániájáról 1751-ben tudunk először. A község görögkatolikus templomát 1792-ben szentelték fel a Vígasztaló Szentlélek tiszteletére.
A 18. század végén, 1799-ben Vályi András így ír róla: „UBRICS, vagy Ubris. Orosz falu Ungvár Várm. földes Urai több Urak, lakosai ó hitüek, fekszik Tibéhez közel, és annak filiája; határja középszerű, vagyonnyai külömbfélék.”
1828-ban 103 házában 709 lakos élt. Lakói főként mezőgazdasággal és erdei munkákkal foglalkoztak, később sokan foglalkoztak kézművességgel is. Asztalosok, ácsok, kovácsok, bognárok, cipészek éltek itt, de néhányan faárukészítéssel is foglalkoztak.
Fényes Elek 1851-ben kiadott geográfiai szótárában így ír a faluról: „Ubris, Ungh vmegyében, orosz-tót falu, ut. p. Szobránczhoz északra 1 3/4 órányira: 217 romai, 423 gör. kath., 5 ref., 77 zsidó lak. Gör. kath. paroch. templom. F. u. gr. Sztáray Kristóf örökösei.”
Később a római katolikus hívek száma is megnőtt, plébániájuk 1863-ban alakult, ebben az évben épült fel Szent István tiszteletére szentelt templomuk, mely Tiba filiája lett. A malmot 1880-ban a Macík család vásárolta meg, akik kőfalakkal erősítették meg. 1880-ban posta, 1900-ban csendőr őrszoba létesült a községben. 1900-ban a falu lakossága elérte a maximumát, 1025 főt. A 20. század elején sok lakója vándorolt ki a tengerentúlra. A trianoni diktátumig Ung vármegye Szobránci járásához tartozott.
Mai hivatalos nevét 1920-ban kapta. A tűzoltó egylet 1926-ban alakult, a telefont 1930-ban kötötték be. A kőfallal megerősített malom 1933-tól a Štec családé, akik 1947-ben lebontották és helyén 1949-ben új, modern, villanyhajtású malmot építettek, mely 1963-ig működött. A II. világháború után egyre több kőműves is élt a községben. Az elektromos áramot 1948-ban vezették be.

## Népessége
| Év:            | 1994. | 2004.    | 2014.    | 2024.    |
| -------------- | ----- | -------- | -------- | -------- |
| Emberek száma: | 580   | 650      | 746      | 1112     |
| Eltérés:       |       | +12,06 % | +14,76 % | +49,06 % |

| Év:            | 2023. | 2024.   |
| -------------- | ----- | ------- |
| Emberek száma: | 1090  | 1112    |
| Eltérés:       |       | +2,01 % |

1869-ben 803-an laktak a településen.
1910-ben 1016, túlnyomórészt szlovák anyanyelvű lakosa volt.
2001-ben 650 lakosa volt.
2011-ben 690 lakosából 480 szlovák és 192 cigány volt.

## Neves személyek
- Itt született 1954-ben Ľubomíra Kaminská szlovák régésznő.

## Nevezetességei
- Görögkatolikus templomát 1792-ben szentelték fel a Vígasztaló Szentlélek tiszteletére.
- Szent István tiszteletére szentelt, római katolikus temploma 1858-ban épült.
- Ortodox temploma 1997-ben épült a Szentlélek tiszteletére.